# Johann Koch genannt Meister
Johann Koch genannt Meister (* um 1430; † 1487) war ein im 15. Jahrhundert in Basel wirkender Buchdrucker.

## Biografie
Aus Feldkirch (Vorarlberg) stammend, wurde Koch 1462 an der Universität Basel 1462 immatrikuliert und ist um 1470 als Kalligraph und Buchbinder (mit dem Namensstempel «meister») bezeugt. Er ist auch als selbstständiger Drucker bekannt; um 1477 verfügte er über einige Pressen und beschäftigt bis zu acht Gesellen. Er kommt als Drucker des berühmten Missale speciale (früher Constantiense) in Frage. Teils war er in Geschäftsverbindung mit dem Drucker Magister Peter Köllicker. Er starb 1487 und hinterliess Schulden.